# Emlékezet törölve
Az Emlékezet törölve (Cancelled) a South Park című rajzfilmsorozat 97. része (a 7. évad 1. epizódja). Elsőként 2003. március 19-én sugározták az Amerikai Egyesült Államokban.

## Cselekmény
|  | Alább a cselekmény részletei következnek! |

Az epizód majdnem teljesen úgy kezdődik, mint az első rész, a Cartman anális beültetése, melyben Eric Cartmannek az idegenek egy antennát ültettek a végbelébe. A gyerekeknek hamarosan feltűnik a kísérteties hasonlóság és problémájukkal Séf bácsihoz fordulnak. Ő elviszi őket egy proktológushoz, majd egy tudóshoz, Jeffhez, aki megvizsgálja az implantátumot Cartman végbelében. Jeff egy asszociációs szólánc segítségével arra a következtetésre jut, hogy a szerkezetet fordítva is használhatja, így üzenetet küldve az idegenek űrhajójára. A laborban váratlanul földönkívüliek tűnnek fel, ezért Séf és a gyerekek menekülni kényszerülnek. Egy autós ámokfutás során sikeresen lerázzák üldözőiket, de azok Séf pillanatnyi figyelmetlenségét kihasználva mégis elrabolják a gyerekeket.
Cartmanék egy űrhajón ébrednek fel, ahol találkoznak Najixszel, egy idegen lénnyel. Az alakváltó földönkívüli először Stan apjának, Randy Marshnak az alakját ölti magára, hogy ne ijesszen rá a gyerekekre, de ez nem nyeri el a tetszésüket (a Kapcsolat című filmre emlékezteti őket, melyet mindannyian utálnak). A lény valódi alakja azonban túlságosan rémisztő, ezért hosszas megbeszélés után (Cartman javaslatára) egy hatalmas tacóvá változik, amely „jégkrémet szarik”. Najix elmagyarázza nekik, hogy a Föld egy intergalaktikus valóságshow és az összes rajta élő fajt más bolygókról gyűjtötték össze. Mivel az emberek Jeffnek köszönhetően a Földön megtudták az igazat, a műsor értelmét vesztette és törlésre kerül. Jeff egy újabb szólánccal kitalálja, hogy egy számítógépes vírussal megakadályozhatja a Föld elpusztítására kirendelt bontógép munkáját.
A gyerekek felkeresik a tévétársaság vezetőit, a „dzsúziaiakat”, egy olyan fajt, melynek képviselői uralják a médiát az egész univerzumban. Hallani sem akarnak a Föld c. műsor folytatásáról, de amikor egy átmulatott este után részegen és drog hatása alatt egy hotelszobában félreérthető dolgokat csinálnak egymással, Kenny lefotózza őket, így a kompromittáló felvétel megmenti a Föld lakóit. A dzsúziaiak beleegyeznek abba, hogy mindenkinek kitörlik a memóriáját és a gyerekeket visszaküldik a Földre. Kennynél még mindig ott van a fénykép és noha a fiúk nem emlékeznek arra, pontosan mit ábrázol, Séf tanácsára megőrzik a felvételt, mely minden bizonnyal nagy fontossággal bír.

## Utalások
- Az autós üldözés (beleértve a háttérben szóló countryzenét, az ugratásnál kimerevített képet és a tyúkok között landoló felborult autót) a Hazárd megye lordjai című 1970-es évekbeli sorozatot parodizálja ki. A karambol után Séf bácsi gúnyolódni kezd az idegenekkel, ami célzás lehet A függetlenség napja című film egyik jelenetére. A Jeff nevű tudós is utalás erre a filmre, a Jeff Goldblum által megformált David Levinson alakjára, aki szintén egy számítógépes vírussal kényszeríti térdre az idegen űrhajókat. A karakter a Jurassic Parkban szereplő Ian Malcolmra is emlékeztet, aki káoszelmélettel foglalkozott (és ugyancsak Jeff Goldblum formálta meg).
- Az epizód koncepciója részben megegyezik Douglas Adams Galaxis útikalauz stopposoknak című művének alapötletével.
- Amikor az idegenek meg akarják semmisíteni a Földet, egy filmrészlet látható menekülő emberekről. A képsor a Reptilicus című 1961-es dán horrorfilmből származik.
- A főszereplő gyerekek elrablása után az idegen lény, Najix a következő alakokat veszi fel: Randy Marsh; egy rémisztő szörny (mely a valódi külseje); Mikulás; Michael Jordan; Don King bokszpromóter; Mr. Roarke és Tattoo a „Fantasy Island” sorozatból; George Burns színész; J.J. Walker, a „Good Times” szereplője; Szaddám Huszein (Michigan J. Frog rajzfilmszereplő öltözékében), Missy Elliot és végül Frank Sinatra; ezt követi a Cartman által javasolt végső alak.
- A korábbi részek idegen lényei közül megemlítik a Gizmókat (Katolikus gyerekmolesztálási botrány) és a Márklárokat (Kákabélű az űrben), de a Star Trek-széria klingonjai is szóba kerülnek.

## Érdekességek
- Noha eredeti vetítés szempontjából ez a 97. epizód, a gyártási (és magyarországi vetítési) sorrend szerint ez a 100. epizód. Eredetileg 100. epizódként vetítették volna, vélhetőleg ezért utaltak vissza az 1. részre. Később a Bennem egy kis Nemzet van című részben ünnepelték meg a sorozat történetének 100. epizódját. Az Emlékezet törölve egyik jelenetében ironikusan meg is jegyzik, hogy egy televíziós sorozatból nem szabad száznál több epizódot elkészíteni, mert új ötletek hiányában a cselekmény nevetségessé válhat.
- A dzsúziaiak a zsidó embereket parodizálják ki; nagy orruk van és a fejük egy Dávid-csillag alakjára emlékeztet, továbbá jellegzetes akcentussal beszélnek. Az epizód szerint uralják a médiát, ami egyes összeesküvés-elméletek gyakran visszatérő eleme
- A hatalmas taco a 11. évad során a Képzeletfölde-trilógiában is felbukkan.